# 韦尔热扎克
韦尔热扎克（法語：Vergezac，法語發音：[vɛʁʒəzak]）是法国上卢瓦尔省的一个市镇，属于勒皮区。

## 地理
韦尔热扎克（45°2'0"N, 3°43'36"E）面积20.31 平方千米，位于法国奥弗涅-罗讷-阿尔卑斯大区上盧瓦爾省，该省份为法国中南部省份，北起多姆山省和卢瓦尔省，西接康塔爾省，南至洛泽尔省，东临阿尔代什省。
与韦尔热扎克接壤的市镇（或旧市镇、城区）包括：班斯、沙斯皮扎克、圣让德奈、桑萨克莱格利斯、阿列河畔圣普里瓦。

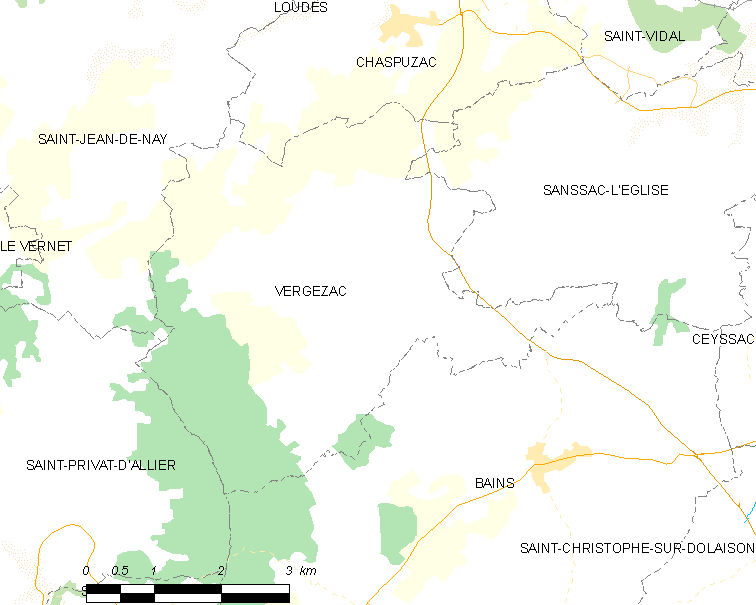
韦尔热扎克的OSM定位图

韦尔热扎克的时区为UTC+01:00、UTC+02:00（夏令时）。

## 行政
韦尔热扎克的邮政编码为43320，INSEE市镇编码为43257。

## 政治
韦尔热扎克所属的省级选区为圣波利安县。

## 人口

1962-2008年间韦尔热扎克人口变化图示

韦尔热扎克于2022年1月1日时的人口数量为470人。